# ルイス・ヘンリー・モーガン

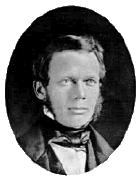
ルイス・H・モーガン

ルイス・ヘンリー・モーガン（Lewis Henry Morgan, 1818年11月21日 - 1881年12月17日）は、19世紀アメリカの文化人類学学者。

## 略歴

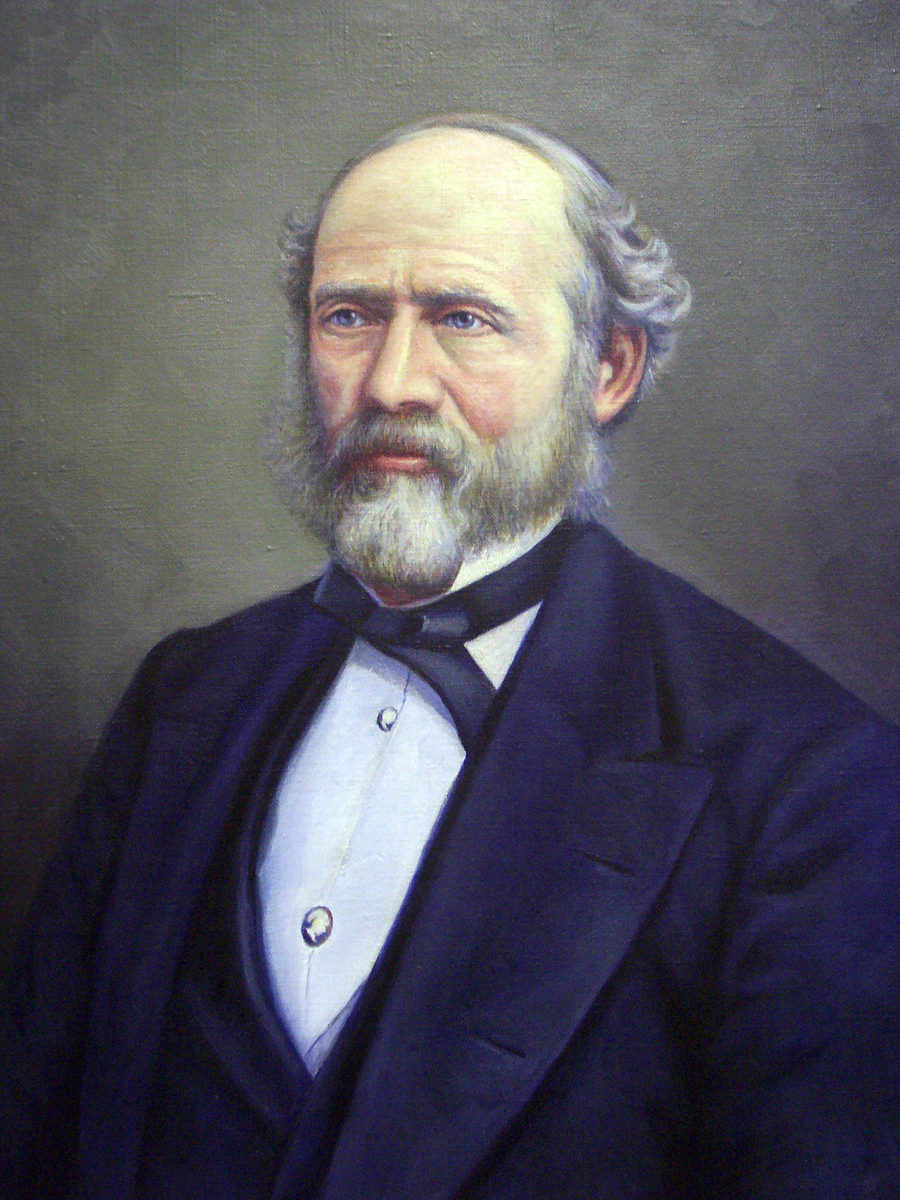
晩年のモーガン

1818年ニューヨーク州オーロラ近郊に生まれた。1840年にユニオン大学を卒業し、1844年冬からロチェスターで弁護士業を開始した。かたわら、郷里の近くに住むインディアン部族、イロコイ連邦の生活と文化に関心をもち、彼等の「保護」を目的とする運動を開始した。それとともに、アメリカインディアンに関して民族学的な調査を行ない、1847年『アメリカン・レヴュー』紙に労作『イロコイ族についての書簡』を発表した。その後1851年には『イロコイ同盟』を、1857年には『イロコイ族の出自の規律』を刊行し、1859年ついに法律業を廃して民族学研究に専念することにした。
モーガンは、その後フィールド調査を拡大し、民族学者、宣教師、商人、領事、入植者（すべて白人）たちに質問状を送り、諸民族の親族名称体系に関するデータを収集していった。そして1871年『人類の血縁と婚姻の諸体系』を刊行した。科学アカデミー会員に選出された1875年に、アメリカ学術振興協会に民族部会を設立し、みずから初代部長をつとめた。その間、研究はいっそうの進展をみせ、1877年、主著『古代社会』を刊行した。その構成は以下のようになっている。
1. 人類史、とくに先史時代の「凶暴性」、「野蛮性」
2. 家族形態・婚姻形態および親族名称体系
3. 氏族制度

モーガンはこの『古代社会』で、インディアンの社会の観察から導き出した結果として、人間社会の発展を、「野蛮」、「未開」、「文明」の三つの段階に分けられる、と主張した。

## モーガンと人種差別
このモーガンの学説は、アメリカ合衆国におけるヨーロッパ白人文化の優位性の立証として、人類学者たちから支持され、支配階級である白人種が、いわゆる「野蛮な民族」を「開化させ」、「進化させた」、その影響の理論として用いられた。そして「黒人やインディアンは、白人よりも遅れた劣等民族である」として人種を等級づけるモーガンの学説は、合衆国でしばしば人種差別を恒久普遍化するために使われたのである。
モーガンは、「人類が文明の時期に達するために95,000年かかった」とし、「その発展段階をスキップしたり、速めたり越えることは不可能である」とした。つまり彼の学説では、「95,000年遅れている」、「野蛮で凶暴な」インディアンや黒人は、白人の文化レベルには永久に追いつくことはできないのである。もちろんこの理論は全くの誤りであり、現在これを評価する者はいない。
モーガンは、アメリカインディアンはせいぜい「上位の野蛮人」であって、ヨーロッパ白人こそが文明段階にあり、支配者たるものだと考えた。白人種は他の「有色人種」よりも、より進化しているとの含みで、彼の論理的結論は、「文化的な社会は原始社会の文化よりはるかに進んでいる」というものだった。もともと「凶暴性」と「野蛮性」というモーガンの定義は、「アメリカインディアン」と同義語とされた言葉だった。16世紀から19世紀を通して、インディアンは白人から常にこう呼び習わされ、合衆国のステレオタイプとして、21世紀の現在においても「インディアン・マスコット問題」などでインディアン民族が圧迫を受け続けている差別概念である。
モーガンは人類一源論者で、人間が一つの種から進化を通して多様化していったと考えた。対照的に、人類多起源説者は極端な科学的方法を採り、異なった人種が互いに独立して発生したと提唱し、「赤い肌」と「黒い肌」は、白人種とは別の種だとし、両者は人類の起源に関して争った。彼らの理論を説明するために科学的方法を用いたモーガンたちのこの方法論は、一般的には「科学的人種差別主義」と呼ばれている。モーガンのこの人種差別理論に対して反発し、論陣を張ったインディアンには、カルロス・モンテスマがいる。
モーガンはインディアン社会は白人社会よりも劣っていると主張したが、実際にはインディアンの共同体社会は高度な平等主義に基づく合議制民主主義社会である。スー族インディアンであるヴァイン・デロリア・ジュニアは、モーガンたち人類学者の「フィールドワーク」は、常にインディアンを子供扱いし、白人社会の偏見を通して行われ、歪められたものであり、その研究報告は、現実のインディアン共同体社会とは全くかけ離れたものであるとして、これを完全否定している。

## モーガンとインディアン同化政策
モーガンは1877年に、社会進化論を使って、「原始文化は恒久的な土地の再分割のために、いずれその遊牧的な生活を放棄することになる」と主張した。この際、モーガンは「土地の所有こそが文明の証である」と付け加えた。
1879年に、スミソニアンアメリカ民族学局が設立され、進化論人類学者であり、モーガンの弟子であるジョン・ウェズリー・パウエルが局長になった。イギリス系白人であるパウエルは、彼らの文化価値観に基づいて、インディアンの同化政策を成功させる最良の方法は、部族を分断細分し、土地の一区画を個人に割り当てることだと考えた。モーガンとその弟子のパウエルは、保留地制度を廃止し、個々人による土地所有へ移行させることによって、工業化の中で「白人文化への同化」と「市民権」を与えられたインディアンが自決できるものと信じていた。
インディアンの共有文化を無視したモーガンとパウエルらの理論は、モーガンの死後に、1887年のドーズ法を生み、インディアンの社会をズタズタに壊滅させた。1934年の「インディアン再編成法」施行までに、全米のインディアン部族はその領土の3分の2を、白人入植者によって没収されていったのである。

## 現在の評価
モーガンの古代史研究は、同時代人カール・マルクスやフリードリヒ・エンゲルスに大きな影響を与えたとされるが、学説自体は現代では否定されている。
だが一方で、人種的偏見は別として、原始共産制の部族内での連帯性を維持したであろう「グループ婚」の研究についての再評価が拡がっていることは見逃せない。マルクスやエンゲルスへの影響は、この人類の生存のあり方の時代による変遷の部分に対してである。つまり、先史時代を野蛮としていて、その後の歴史時代の父権的私有制を、マルクスやエンゲルとは異なり、問題視していないのである。

## 日本での後継者
日本では、第二次世界大戦後になって布村一夫が「モーガン学者」といわれるほど熱心にモーガン学説を研究し、その学風は直弟子の石塚正英に引き継がれている。下記は主な訳書。
- 『古代社会』荒畑寒村訳、角川文庫（上下）、1954年、のち改版
- 『古代社会』青山道夫訳、岩波文庫（上下）、1958-61年、のち復刊
- 『アメリカ先住民のすまい』古代社会研究会訳、岩波文庫、1990年

## 著作
| 発表年 | 題名 | 刊行元 |
| ------ | --- | --- |
| 1841   | "Essay on the History and Genius of the Grecian Race"                                                                     | 未刊行 |
| 1841   | "Essay on Geology" | 未刊行 |
| 1842   | "Aristomenes the Messenian"                                                                                               | The Knickerbocker, 1843年、「アクアリウス」名義 |
| 1843   | "Thoughts on Niagara" | The Knickerbocker, 1843年、「アクアリウス」名義 |
| 1843   | "Mind or instinct, an inquiry concerning the manifestation of mind by the lower orders of animals"                        | The Knickerbocker, 1843年、「アクアリウス」名義 |
| 1844   | "Vision of Kar-is-ta-gi-a, a sachem of Cayuga"                                                                            | The Knickerbocker, 1844年、「アクアリウス」名義 |
| 1846   | "An Essay on the Constitutional Government of the Six Nations of Indians"                                                 | 未刊行、 the New York Historical Society所蔵 |
| 1851   | The League of the Ho-de-no-sau-nee or Iroquois                                                                            | Sage and Brothers, Rochester. |
| 1851   | Report to the Regents of the University upon the articles furnished to the Indian collection                              | the Third Annual Report of the Regents of the University of the Condition of the State Cabinet of Natural History and the Historical and Antiquarian Collection Annexed Thereto. |
| 1852   | "Diffusion against centralization"                                                                                        | Read to the Rochester Athenaeum and Mechanics' Association and published by D.M. Dewey.                                                                                          |
| 1856   | "The Laws of Descent of the Iroquois"                                                                                     | Proceedings of the American Association for the Advancement of Science, Volume XI. Read before the society.                                                                      |
| 1859   | "The Indian Method of Bestowing and Changing Names"                                                                       | Proceedings of American Association for the Advancement of Science, Volume XIII.                                                                                                 |
| 1868   | The American Beaver and his Works                                                                                         | J.B. Lippincott and Company, Philadelphia. |
| 1868   | "A Conjectural Solution of the Origin of the Classificatory System of Relationship"                                       | Proceedings American Academy of Arts & Sciences, February, Volume VII. |
| 1868   | "The Stone and Bone Implements of the Arickarees"                                                                         | In the 21st Annual Report on the State Cabinet, Albany. |
| 1871   | Systems of Consanguinity and Affinity of the Human Family                                                                 | the Smithsonian Institute. |
| 1872   | "Australian Kinship" | Proceedings American Academy of Arts and Sciences, March, Volume VIII. |
| 1876   | "Montezuma's Dinner" | North American Review, 4月号 |
| 1876   | "Houses of the Mound Builders"                                                                                            | North American Review, 7月号 |
| 1877   | Ancient Society | Henry Holt and Company, New York. |
| 1880   | "On the Ruins of a Stone Pueblo on the Animas River in New Mexico, with a ground plan"                                    | the 12th Annual Report, Peabody Museum of Archaeology and Ethnology, Cambridge, MA.                                                                                              |
| 1880   | "Objects of an Expedition to New Mexico and Central America"                                                              | Paper given to the Archaeological Institute of America, Boston, in March. |
| 1880   | "A Study of the Houses of the American Aborigines, with a scheme of exploration of the Ruins in New Mexico and elsewhere" | the 1st Annual Report of the Archaeological Institute of America. |
| 1881   | Houses and House-life of the American Aborigines                                                                          | In Contributions to North American Ethnology, Volume IV, published by the United States Geological Survey.                                                                       |